# Fleckenralle
Die Fleckenralle (Pardirallus maculatus) ist eine Vogelart aus der Familie der Rallen (Rallidae), die in Mexiko, Belize, Guatemala, El Salvador, Honduras, Nicaragua, Costa Rica, Panama, Kuba, Jamaika, Hispaniola, Trinidad, Kolumbien, Venezuela, den Guyanas, Ecuador, Peru, Bolivien, Brasilien, Paraguay und Argentinien vorkommt. Der Bestand wird von der IUCN als nicht gefährdet (Least Concern) eingeschätzt.

## Merkmale
Die Fleckenralle erreicht ein Körpergewicht von 148 bis 219 g der Männchen und 130 bis 190 g der Weibchen bei einer Körperlänge von 25 bis 28 cm. Es gibt bei der Fleckenralle keinen ausgeprägten Geschlechtsdimorphismus. Der Schnabel ist gelblich grün mit einem roten Fleck an der Basis. Die Iris ist rot, die Beine korallfarben pink. Die Oberseite ist schwärzlich mit weißen Flecken. Die Flügel wirken brauner. Die Kehle und der Vorderhals sind schwarz und weiß gestreift bzw. gefleckt. Die Unterseite ist grobförmig schwarz und weiß gebändert. Das Gefieder der Jungtiere wirkt matter und hat variierende Bänderanteile auf der Unterseite. Die Unterschwanzdecken sind weiß mit gelbbraunen Spitzen.

## Lautäußerungen
Zu den Lautäußerungen der Fleckenralle gehört lautes, wiederholtes, krächzendes und stöhnendes Kreischen, dem normalerweise ein Grunzen oder Laut, der wie g'risch oder pum-krip klingt, vorausgeht. Wahrscheinlich sind die Laute auf territoriales oder aggressives Verhalten zurückzuführen. Außerdem gibt sie eine sich beschleunigende Serie tiefer, rauer, pumpender Töne von sich, die klingen als ob ein entfernter Motor angemacht wird. Hinzu kommt ein scharfes, wiederholtes Gek, wenn sie sich gestört fühlt. Gelegentlich hört man ihre Rufe nachts.

## Fortpflanzung
In Kuba brütet die Fleckenralle vom Spätsommer bis Frühherbst, mindestens aber bis September. Auf Hispaniola wurde von Brutstimmung im Juni berichtet, auf Trinidad von Juni bis August und in Costa Rica unter Zuchtbedingungen im Juli. Aus Kolumbien wurde Anfang Dezember von Jungtieren berichtet. Die Fleckenralle gilt als monogam. Zumindest während der Brutzeit verhält sie sich offenbar territorial. Das Nest ist kelchförmig und aus Gras gebaut oder schüsselförmig und aus abgestorbenen Binsen. Dieses baut sie tief im feuchten Gras oder anderer Sumpfvegetation, oft direkt über seichtem Wasser. Eine Gelege besteht aus zwei bis sieben Eiern. Junge Küken wurden im April und Mai in São Paulo beobachtet. Die Küken tragen schwarze Daunen.

## Verhalten und Ernährung
Die Fleckenralle ernährt sich von Regenwürmern, erwachsenen Insekten und Larven. Dazu gehören Käfer, Schnabelkerfen, Zweiflügler, Libellen und anderen Wirbellose. Außerdem gehören kleine Fische oder Laichkräuter wie Potamogeton epihydrus zu ihrer Nahrung. Meist bewegt sie sich in sicherer Deckung, kann aber zu jeder Tageszeit, insbesondere am frühen Morgen und am späten Abend, in ziemlich offener Vegetation nach Nahrung suchen. Die Nahrungssuche erfolgt am Wasserrand oder beim Waten durch den Sumpf. Dabei durchwühlt sie auch den Schlamm.

## Verbreitung und Lebensraum

Verbreitungsgebiet (grün) der Fleckenralle

Die Fleckenralle bevorzugt Sümpfe, darunter solche, die überwiegend aus Rohrkolben oder Vogelknöterichen bestehen, Reisfelder und andere bewässerte Felder, Grasgräben und Feuchtwiesen. An einem Standort in Costa Rica beobachte man sie in einem zu den Rispenhirsen gehörenden Art Panicum purpurescens-Umfeld, welche eine  Höhe von 45 cm bis zu einem Meter hatten. Zudem wurde sie im hohen Gras auf einem verlassenen Flugplatz gesichtet. Ihr Habitat erfordert eine dichte Decke aus aufstrebenden Pflanzen, Gras oder verfilzten Nachwuchspflanzen. Sie bewegt sich in Höhenlagen vom Tiefland bis 2000 Meter.

## Migration
Das Zugverhalten der Fleckenralle ist wenig erforscht. Da es sich um eine weit verbreitete Art handelt, könnte sie außerbrutzeitlich ungerichtet unherziehen. In Surinam in Paramaribo besuchte sie im Januar nachts ein Haus, das sich weit entfernt vom eigentlich geeigneten Lebensraum befand. Als Reaktion auf widrige Bedingungen, wie beispielsweise Dürre in Surinam oder sich ändernde Wasserstände in Costa Rica, erkannte man örtliche Wanderbewegungen. Zufällig wurde sie in Nordamerika in Pennsylvania und Texas entdeckt. Beide Nachweise wurden aber möglicherweise durch Menschenhand verursacht. Die gleiche Annahme muss für die Juan-Fernández-Inseln getroffen werden.

## Unterarten
Es sind folgende Unterarten bekannt:
- Pardirallus maculatus insolitus (Bangs & Peck, 1908)[3] ist von Mexiko bis Costa Rica verbreitet. Die Unterart unterscheidet sich im Muster der Oberseite. Jungtiere haben weiße Unterschwanzdecken mit grauen Spitzen.[1]
- Pardirallus maculatus maculatus (Boddaert, 1783)[4] kommt von Kolumbien über das östliche Brasilien südlich bis Peru und Argentinien und auf verschiedenen Westindischen Inseln vor.

Limnopardalis maculatus inoptatus Bangs, 1913, Rallus nivosus Swainson, 1838 und Rallus variegatus Gmelin, JF, 1789 werden heute als Synonyme zur Nominatform betrachtet.

## Etymologie und Forschungsgeschichte
Die Erstbeschreibung der Fleckenralle erfolgte 1783 durch Pieter Boddaert unter dem wissenschaftlichen Namen Rallus maculatus. Als Verbreitungsgebiet gab er Cayenne an, basierend auf Le Râle tacheté de Cayenne von Georges-Louis Leclerc de Buffon. 1856 führte Charles Lucien Jules Laurent Bonaparte die für die Wissenschaft neue Gattung Pardirallus ein. Der Begriff leitet sich von lateinisch pardus, pardi ‚Leopard‘ und vermutlich dem Französischen Rasle, Râle für die Ralle ab. Der Artname maculatus hat seinen Ursprung in lateinisch maculatus,  maculare, macula ‚gefleckt, fleckig machen, Fleck‘. Insolitus ist ein Wortgebilde aus lateinisch in- ‚nicht‘ und lateinisch solitus, solere ‚üblich, gewohnt sein‘, inoptatus aus lateinisch in- ‚nicht‘ und lateinisch optatus, optare ‚gewünscht, willkommen, wünschen‘. Nivosus leitet sich von lateinisch nivosus, nix, nivis ‚schneebedeckt, Schnee‘ ab, variegatus von lateinisch variegatus, variare, varius ‚bunt sein, bunt, vielfältig‘ Alfred Laubmann hatte für sein Werk Die Vögel von Paraguay nur einen Balg, gesammelt durch Hans Krieg (1888–1970) in der Provinz Santa Fe in Argentinien, zur Verfügung. In der Literatur fand er Nachweise für Paraguay als Brutvogel an der Estancia Ytanu durch John James Dalgleish und ein Exemplar das von Georg Albert Ferdinand Schulze (1892–1986) in Horqueta gesammelt wurde durch Pierce Brodkorb.